# Al-ʿĀdiyāt

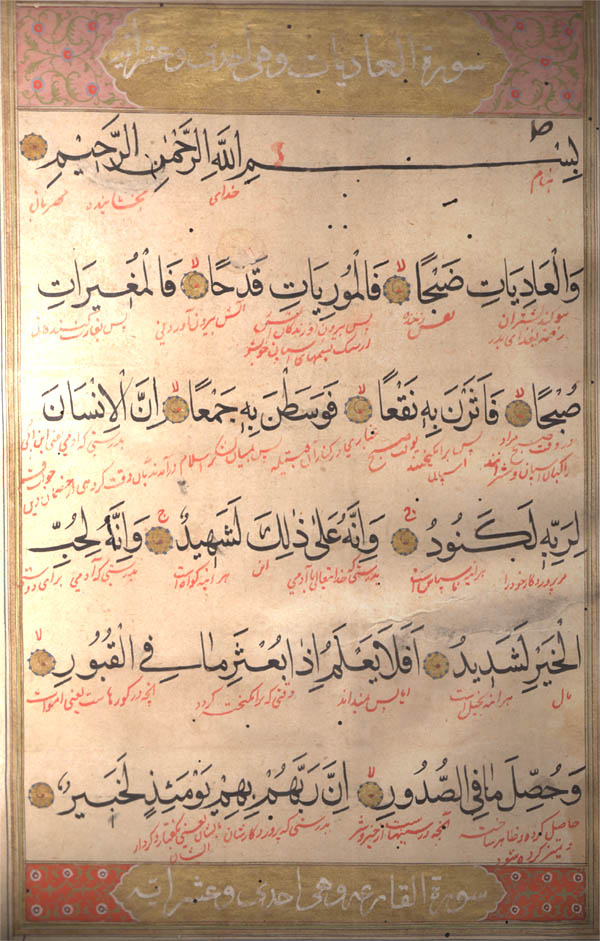
Seite aus einer Koranausgabe des 18. Jahrhunderts, mit der Sure Al-ʿĀdiyāt in Naschī-Schrift, mit persischer Übersetzung in Rotschrift

Al-ʿĀdiyāt (arabisch العاديات, DMG al-ʿĀdiyāt ‚Die laufen‘) ist die 100. Sure des Korans, sie enthält 11 Verse. Ihr Titel bezieht sich auf den ersten Vers.
Die ersten fünf Verse enthalten einen Schwur bei denen, die schnaubend laufen und die Funken stieben lassen. Dieses Bild kann unterschiedlich interpretiert werden – sei es als Pferde bzw. Kamele, die zur Schlacht laufen, als Reiter auf einem Beutezug, oder schließlich als Pilger auf der Wallfahrt. In der Folge wird die menschliche Undankbarkeit gegenüber Gott beklagt sowie die Liebe zu weltlichem Besitz. Die drei letzten Verse kündigen den Tag an, an dem ausgeräumt wird, was in den Gräbern ist, und zum Vorschein gebracht wird, was die Menschen in ihrem Innern hegen. Dies bezieht sich auf die Abrechnung am Tage des Gerichtes.
Nach Stil und Inhalt gehört die Sure zu den frühen Teilen des Korans, die in Mekka offenbart wurden (610–615). Einige muslimische Kommentatoren teilen diese Meinung, so auch die Kairiner Koranausgabe. Andere hingegen halten sie für medinisch.